# Пулемётная команда

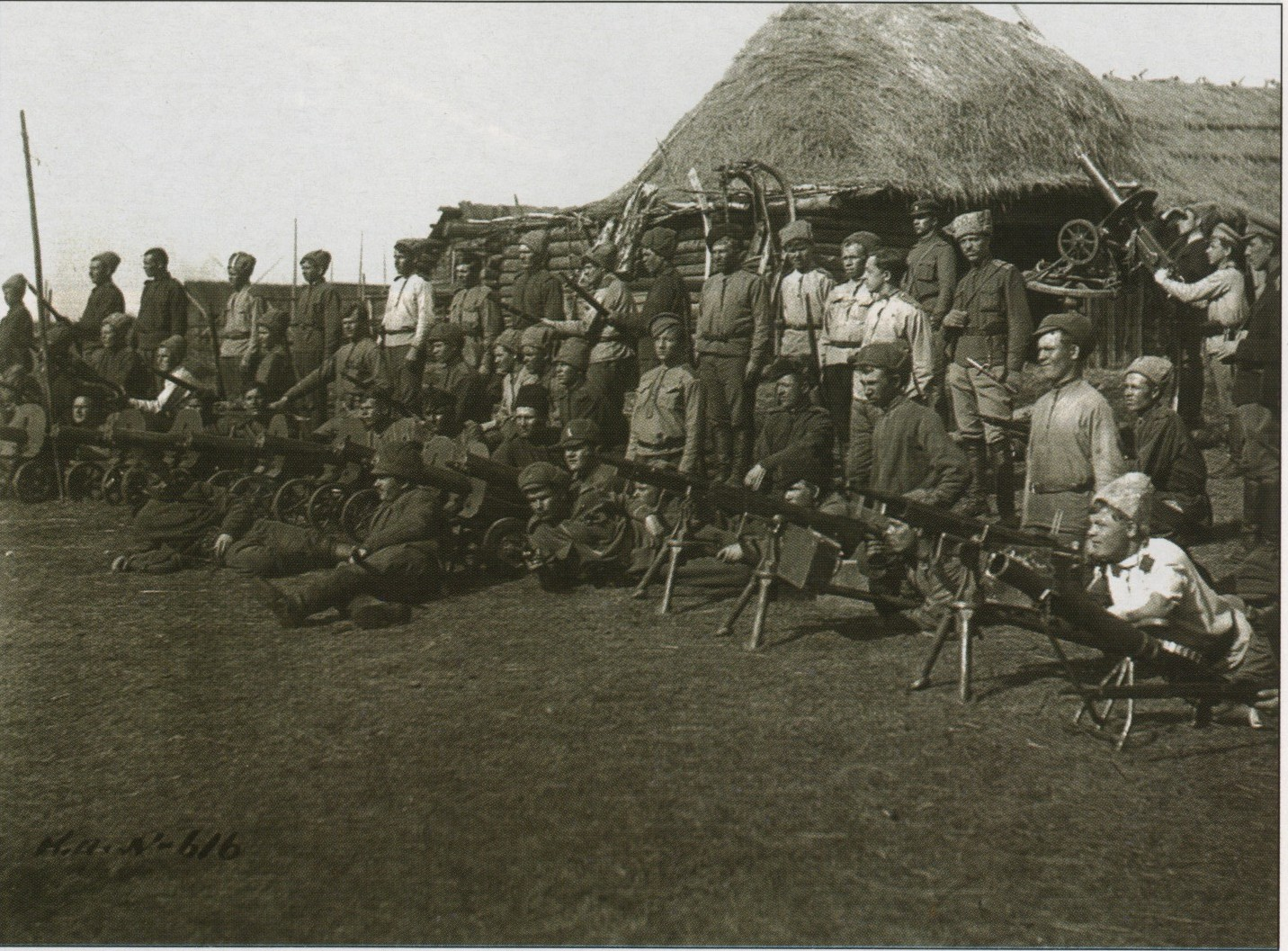
Пулемётная команда в войсках Колчака.
Заметно разнотипное вооружение представленное пулемётами Максима и Кольта и одним пулемётом Льюиса.
1919 год.

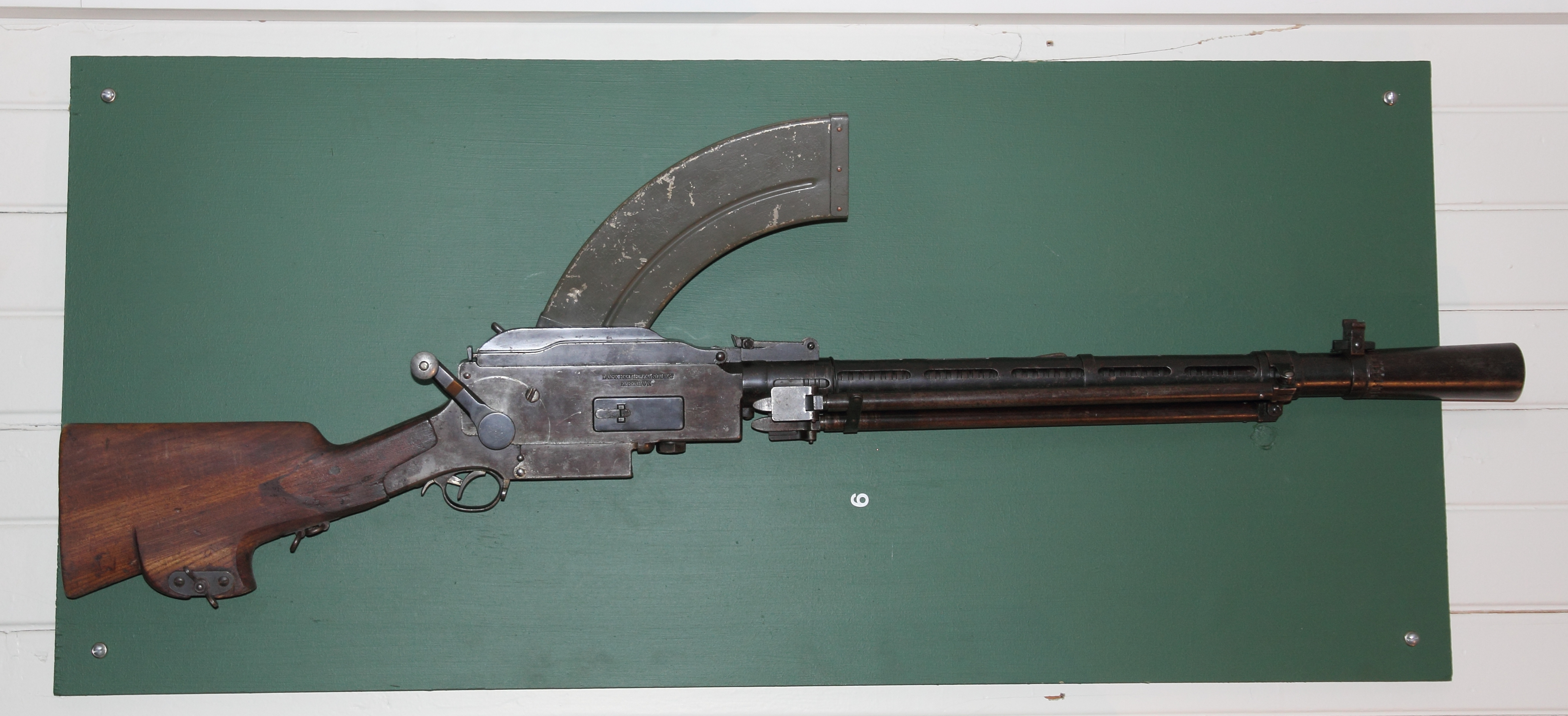
Пулемёт Мадсена — основное вооружение конно-пулемётных команд до 1910 года

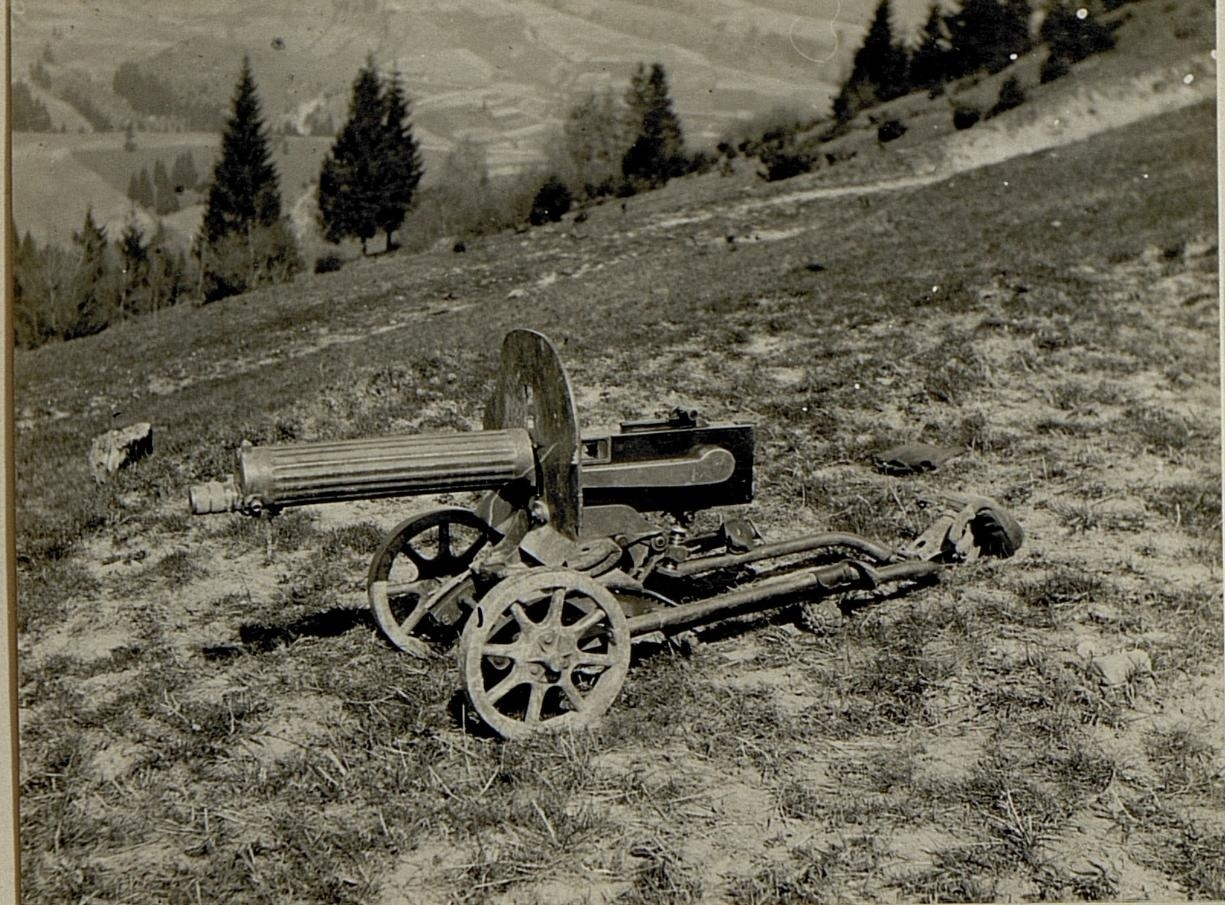
Пулемёт Максима 1910 года образца — основное вооружение пулемётных команд после 1910 года.

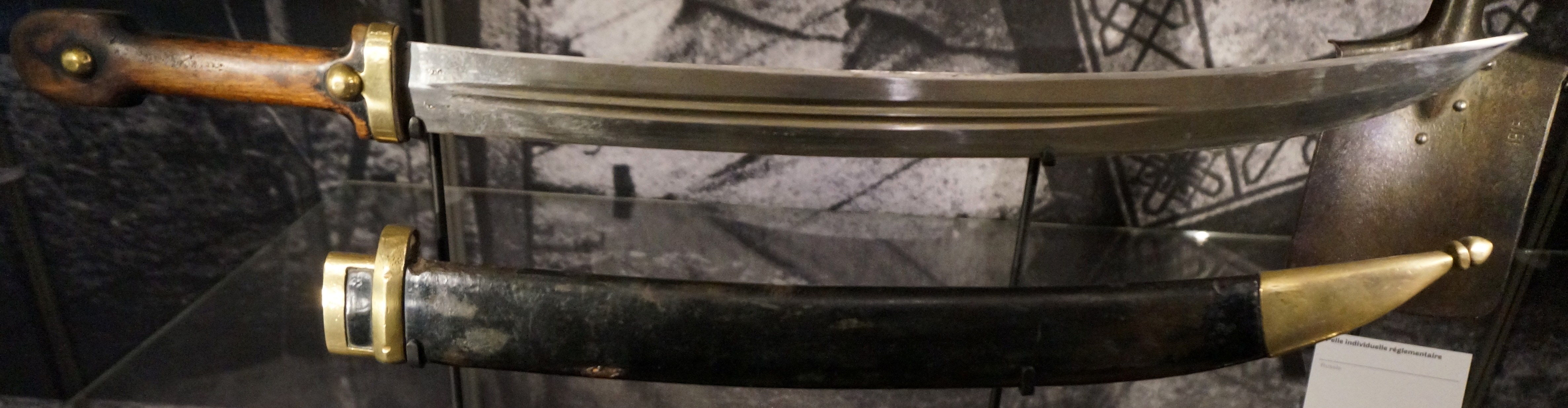
Бебут русских пулемётных команд. Музей форта «Pompelle».

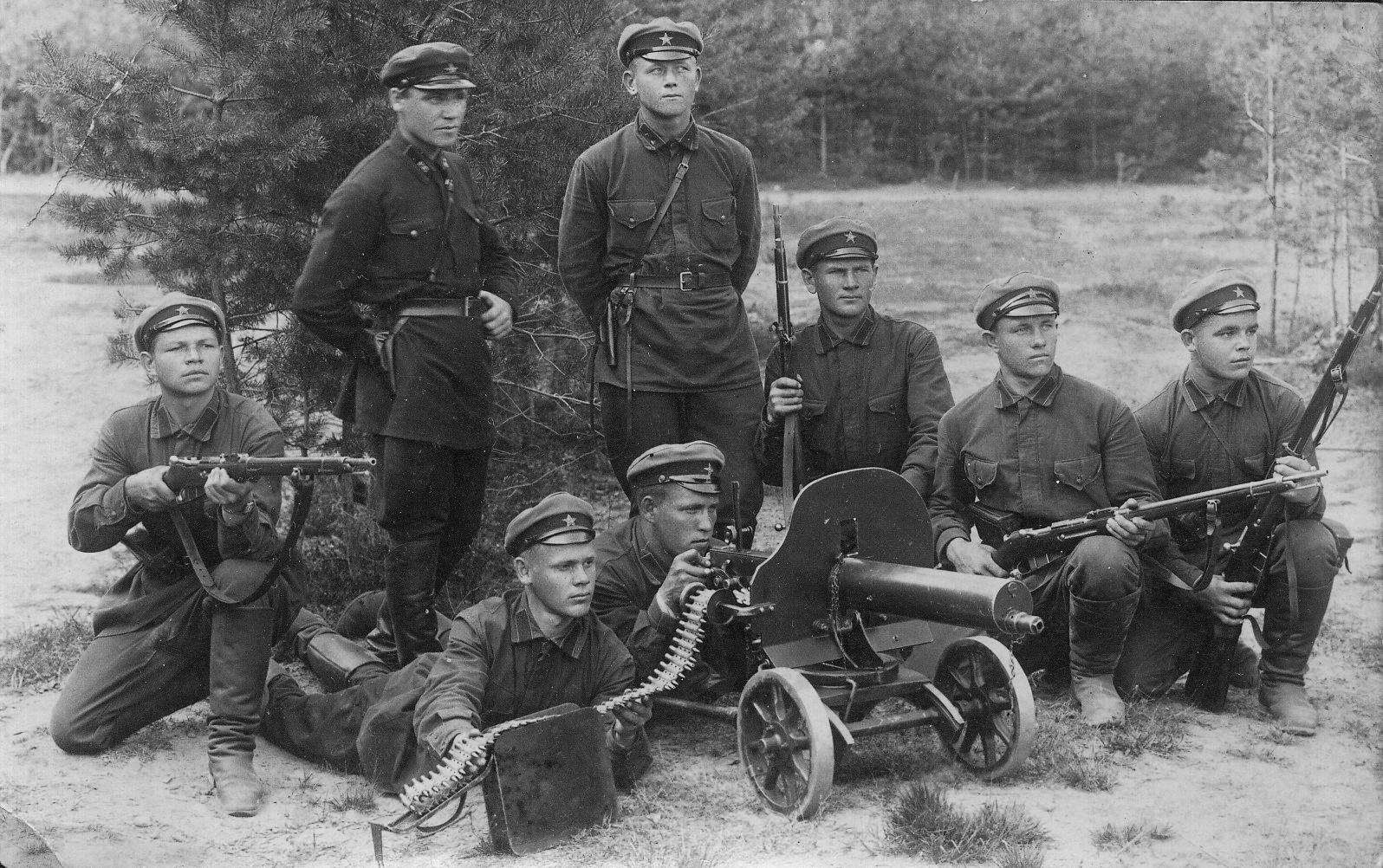
Пулемётный расчёт РККА с пулемётом Максима.
Конец 1920-х — начало 1930-х

Пулемётная команда — вооружённое пулемётами подразделение в пехотных и кавалерийских частях Вооружённых сил Российской империи и Рабоче-крестьянской Красной армии.
Пулемётные команды существовали с 1901 по 1921 год.

## История

### Царская Россия
В пехотных частях царской армии пулемётные команды были введены в 1901—1902 годах.
Первоначально пулемётная команда входила в состав пехотного полка и служила подразделением усиления пехотных батальонов. На 3 пехотных батальона полка приходилась одна пулемётная команда.
По организационно-штатной структуре пулемётная команда представляла собой подразделение уровня рота, состоявшее от 2 до 4 пулемётных взводов. В каждом взводе было по два отделения, именовавшихся пулемётным расчётом. Расчёт обслуживал один станковый пулемёт Максима. Всего на вооружении пулемётной команды могло быть до 8 пулемётов Максима. Пулеметный расчёт включал в свой состав 7 строевых нижних чинов и 2 ездовых. Командовал расчетом унтер-офицер. Всего в пулеметной команде было 80 человек (в мирное время 40) при 3—5 офицерах.
В кавалерийских войсках применение станкового пулемёта Максима, ввиду его высокой массы, было посчитано затруднительным. По итогам русско-японской войны руководством царской армии был сделан вывод о необходимости создания пулемётных команд и в кавалерийских соединениях. Для усиления кавалерии было принято решение о закупке пулемётов Мадсена, производимых в Дании. Первоначально в царской армии пулемёты получили обезличенное обозначение «ружье-пулемет образца 1902 года» и «пулеметное ружье образца гвардейских команд». Гвардейские кавалерийские соединения получили на вооружение пулемёты в первую очередь. В ноябре 1904 года был утверждён штат конно-пулемётной команды кавалерийских дивизий. В её штат входили 27 офицеров и нижних чинов. На вооружении было 6 ружей-пулеметов, 40 лошадей и 3 двуколки. В общей сложности было сформировано 35 конно-пулеметных команд, из которых 24 вошли в состав регулярной кавалерии на Дальнем Востоке и полков Кавказской туземной конной дивизии.
К 1907 году пулемётные команды были созданы во всех пехотных полках и кавалерийских дивизиях.
Недостаточная надёжность пулемёта Мадсена в боевых условиях, требовала замены на более совершенные образцы вооружения. В мае 1910 года по новым штатам конно-пулеметные команды располагали 4 пулеметами Максима образца 1910 года на станке Соколова, которые были легче английских образцов и позволяли перевозить один пулемёт со станком на 2 конских вьюках.
Для перемещения вооружения применялись пулеметные двуколки.
В кавалерийской дивизии Германии аналогичное пулемётной команде подразделение носило название пулемётная рота и имела на вооружении 6 пулемётов.
Созданные в российской армии в октябре 1914 года пулемётные подразделения на бронированных автомобилях получили название автомобильная пулемётная рота.
В апреле 1915 года было принято решение включить вторую пулемётную команду в состав пехотного полка и вторую пулемётную команду в состав кавалерийской дивизии.
Во второй половине Первой мировой войны пулеметные команды русской армии заменены пулеметными ротами.
Закупавшиеся Российской империей пулемёты Кольта-Браунинга образца 1895—1914 годов, шли на оснащение специально сформированных пулемётных команд Кольта в пехотных полках. По утвержденному штату в августе 1915 года в каждой такой команде числилось по 4 пулемёта.
По приказу Начальника штаба Верховного Главнокомандующего в октябре 1916 года количество пулемётных команд и пулемётов в пехотных полках выросло. Так при каждом полку должно было находиться 2 пулемётные команды с 12 пулемётами Максима в каждой и 1 команда с 8 пулемётами Кольта.
С начала 1917 года в царской армии была внедрена практика создания отдельных ударных батальонов для прорыва линии обороны противника. В состав каждого такого батальона, состоявшей из 4 штурмовых рот, включалась команда связи и пулемётная команда.

### В годы Гражданской войны
В годы Гражданской войны пулемётные команды включались в состав стрелковых и кавалерийских полков РККА.
Также пулемётные команды создавались в полках Белого движения. К примеру в войсках адмирала Колчака создавались пулемётные команды со смешанным вооружением на 12 пулемётов. А в Корниловском ударном полку было сформировано сразу 3 пулеметных команды, что значительно повышало его огневую мощь.
В период Голода в Поволжье, пулемётные команды были организованы в стрелковых полках повстанческой армии Вакулина-Попова, которые по своей организации войск копировали РККА. Так, на январь-март 1921 года в каждом стрелковом полку была пулемётная команда, располагавшая 15 пулемётами.
По окончании гражданской войны все пулемётные команды в РККА были переформированы в пулемётные роты.